# جیمی توماس کینگ
جیمی توماس کینگ (به انگلیسی: Jamie Thomas King) (زاده ۹ ژوئیهٔ ۱۹۸۱) بازیگرانگلیسی است. از فیلم‌های معروف او می‌توان به بازی در مجموعه تودورها اشاره کرد.